# Pyrinia hilaris
Pyrinia hilaris är en fjärilsart som beskrevs av W. Warren 1906. Pyrinia hilaris ingår i släktet Pyrinia och familjen mätare. Inga underarter finns listade.